# Eleccions legislatives noruegues de 1961
Les eleccions legislatives noruegues de 1961 se celebraren l'11 de setembre de 1961 per a renovar els 150 membres del Storting, el parlament de Noruega. Els més votats foren els laboristes noruecs, el cap dels quals, Einar Gerhardsen, fou nomenat primer ministre de Noruega, llevat en un interval de dos mesos de 1963 quan fou substituït pel conservador John Lyng.

## Resultats
|         |                                                                |      |       |          |        |  |
| Partits | Partits                                                        | Vots | Vots  | Escons   | Escons |  |
| Partits | Partits                                                        | %    | ± %   | #        | ±      |  |
|         | Partit Laborista Noruec (Det norske Arbeiderparti)             | 46,8 | -1,6  | 74 / 150 | 4      |  |
|         | Partit Conservador (Høyre)                                     | 19,3 | +2,4  | 29 / 150 | =      |  |
|         | Partit de Centre (Senterpartiet)                               | 6,8  | -1,8  | 16 / 150 | 1      |  |
|         | Partit Democristià (Kristelig Folkeparti)                      | 9,3  | -0,9  | 15 / 150 | 3      |  |
|         | Partit Liberal (Venstre)                                       | 7,2  | -2,4  | 14 / 150 | 1      |  |
|         | Partit Popular Socialista (Sosialistisk Folkeparti)            | 2,4  | +2,4  | 2 / 150  | 2      |  |
|         | Partit Comunista de Noruega (Norges Kommunistiske Parti)       | 2,9  | -0,4  | 0 / 150  | 1      |  |
|         | Votants Liberals Lliures (Frie Venstre-velgere)                | 0,1  | +0,1  | 0        | -      |  |
|         | Partit Socialdemòcrata Noruec (Norsk Sosialdemokratisk Parti ) | 0,03 | +0,03 | 0        | -      |  |
|         | Total                                                          | 100% | 100%  | 100%     | 150    |  |